# Homeobox
Un homeobox es el dominio en el ADN de un gen, con 180 pares de bases de longitud, que codifica una secuencia de aminoácidos o dominio proteico (el homeodominio) que puede adherirse a segmentos del ADN para regular la expresión de otro gen implicado en el desarrollo. Dicho de otra manera, forma parte de genes implicados en la regulación del desarrollo (morfogénesis) de los animales. Los genes que tiene un homeobox se llaman genes homeóticos y forman la familia de genes homeóticos HOM/ HOX. Los genes homeobox codifican proteínas que actúan como factores de transcripción de otros genes que dirigen el desarrollo de los distintos segmentos corporales e indican qué clase de estructuras deben desarrollar (por ejemplo, antenas en la cabeza y patas en los tres segmentos torácicos, como se aprecia en las moscas Drosophila mutantes para estos genes). En los genomas de ratones y de seres humanos también se encontraron genes homeobox casi idénticos. Un ejemplo importante del gen Homeobox es DBX1 que codifica para la proteína DBX1, también conocida como la proteína homeobox cerebral en desarrollo 1. El gen DBX1 es un gen del factor de transcripción que es fundamental en la diferenciación interneuron en la médula espinal ventral. Los interneurones espinales V0 y V1 se derivan de dominios progenitores que se diferencian por la expresión de proteínas homeodominio DBX1 y DBX2.

## Descubrimiento
Los homeobox fueron descubiertos de forma independiente en 1983 por Walter Gehring, de la Universidad de Basilea, Suiza, y por Matthew Scott y Amy Weiner, de la Universidad de Indiana, Bloomington.

## Homeodominio
Un homeobox tiene una extensión de unos 180 pares de bases y codifica una secuencia de aminoácidos o dominio proteico (el homeodominio) que puede adherirse a segmentos del ADN. 
Los genes homeobox codifican factores de transcripción que inician cascadas de transcripción de otros genes determinando la aparición de una estructura u otra. 

## Subfamilias
La familia de genes homeóticos en vertebrados puede dividirse en dos sub-familias:
1. Acomplejados, llamados genes HOX o clase I
2. No-acomplejados, o genes homeóticos divergentes